# Aunac-sur-Charente
Aunac-sur-Charente è un comune francese di 662 abitanti situato nel dipartimento della Charente, nella regione della Nuova Aquitania. È stato istituito il 1º gennaio 2017 dalla fusione dei precedenti comuni di Aunac, Bayers e Chenommet e dal 1 gennaio 2025 ha incorporato anche il precedente comune di Moutonneau.